# زبان‌های هند
زبان‌هایی که در هند صحبت می‌شود متعلق به چندین خانواده زبانی هستند. مهم‌ترین و اصلی‌ترین آنها زبان‌های هندوآریایی هستند که توسط ۷۸٫۰۵٪ از مردم هند صحبت می‌شود. همچنین زبان‌های دراویدی توسط ۱۹٫۶۴٪ هندی‌ها استفاده می‌شود. زبانهای باقیمانده که توسط ۲٫۳۱٪ از جمعیت هند صحبت می‌شود شامل زبان‌های آستروآسیایی، چینی-تبتی، کرا-دای و چند زبان مشابه و زبان تک‌خانواده هستند. هند با ۷۸۰ زبان دومین کشور از لحاظ تعداد زبان در دنیا بعد از پاپوآ گینه نو با ۸۳۹ زبان می‌باشد.
با توجه به سرشماری هند در سال ۲۰۰۱، هند ۱۲۲ زبان اصلی و مهم و ۱۵۹۹ زبان‌های دیگر دارد، اما منابع دیگر، آمارهای متفاوتی را نشان می‌دهد که این مسئله مربوط به تفاوت‌های تعاریف زبان و گویش است. در سرشماری ۲۰۰۱ گزارش شده حدود ۳۰ زبان توسط بیش از یک میلیون بومی استفاده شده و ۱۲۲ زبان دیگر توسط بیش از ۱۰۰۰۰ نفر از مردم صحبت می‌شود. دو زبان میانجی مهم‌ترین نقش را در تاریخ زبانی هند بازی می‌کنند: فارسی و انگلیسی. فارسی‌زبان رسمی در دادگاه‌ها در دوران امپراتوری گورکانی هند بوده است. این زبان مدت زیادی به عنوان زبان اداری و رسمی بوده و برای قرن‌ها نقش مهمی ایفا می‌کرده تا زمانی که استعمار انگلیس بر هند تسلط می‌یابد و زبان انگلیسی تبدیل به مهم‌ترین زبان در هند می‌شود. این زبان در تحصیلات عالیه در بسیاری نواحی دولتی هند بکار گرفته می‌شود، البته زبان هندی متداول‌ترین زبان مورد استفاده در هند امروزی می‌باشد؛ و نقش زبان میانجی بین شمال و نواحی مرکزی هند را ایفا می‌کند. تحرکات ضد هندی در جنوب هند به خصوص در ایالت تامیل نادو و کارناتاکا، بنگال غربی، آسام، پنجاب، و سایر نواحی غیر هندی وجود داشته که البته شروع به توجه به زبان هندی در این نواحی نیز آغاز شده است.

## تاریخچه
زبانهای جنوب هند از زبان‌های دراویدی سرچشمه گرفته‌اند. زبان دراویدی بسیار قدیمی است و به چهار گروه تقسیم می‌شود: شمال، مرکز، جنوب مرکزی و جنوب دراویدی.

## زبان‌ها و گویش‌های دیگر
آمار سال ۲۰۰۱ از زبان‌ها و گویش‌های دیگری که بیش از یک میلیون گویشور داشته و بیشتر آنها در زیرمجموعه زبان هندی طبقه‌بندی می‌شود:
| زبان           | تعداد گویشور |
| -------------- | ------------ |
| زبان بوجپوری   | ۳۳٬۰۹۹٬۴۹۷   |
| زبان راجستانی  | ۱۸٬۳۵۵٬۶۱۳   |
| زبان ماگهی     | ۱۳٬۹۷۸٬۵۶۵   |
| زبان چتیسگری   | ۱۳٬۲۶۰٬۱۸۶   |
| زبان هریانوی   | ۷٬۹۹۷٬۱۹۲    |
| زبان مارواری   | ۷٬۹۳۶٬۱۸۳    |
| زبان مالوی     | ۵٬۵۶۵٬۱۶۷    |
| زبان مورایی    | ۵٬۰۹۱٬۶۹۷    |
| زبان خورتا     | ۴٬۷۲۵٬۹۲۷    |
| زبان بوندلی    | ۳٬۰۷۲٬۱۴۷    |
| زبان بگهلی     | ۲٬۸۶۵٬۰۱۱    |
| زبان‌های پهاری  | ۲٬۸۳۲٬۸۲۵    |
| زبان لامانی    | ۲٬۷۰۷٬۵۶۲    |
| زبان اودهی     | ۲٬۵۲۹٬۳۰۸    |
| زبان هاروتی    | ۲٬۴۶۲٬۸۶۷    |
| زبان گرهوالی   | ۲٬۲۶۷٬۳۱۴    |
| زبان نیمادی    | ۲٬۱۴۸٬۱۴۶    |
| زبان سادری     | ۲٬۰۴۴٬۷۷۶    |
| زبان کومائونی  | ۲٬۰۰۳٬۷۸۳    |
| زبان جیپوری    | ۱٬۸۷۱٬۱۳۰    |
| زبان تولو      | ۱٬۷۲۲٬۷۶۸    |
| زبان سرگوجی    | ۱٬۴۵۸٬۵۳۳    |
| زبان بگری      | ۱٬۴۳۴٬۱۲۳    |
| زبان بنجاری    | ۱٬۲۵۹٬۸۲۱    |
| زبان سادری     | ۱٬۲۴۲٬۵۸۶    |
| زبان سوراجکوری | ۱٬۲۱۷٬۰۱۹    |
| زبان سیلهتی    | ۳٬۶۱۲٬۶۵۳    |
| زبان کانگری    | ۱٬۱۲۲٬۸۴۳    |